# (31766) 1999 JD116
1999 JD116 (asteroide 31766) é um asteroide da cintura principal. Possui uma excentricidade de 0.08006840 e uma inclinação de 10.44775º.
Este asteroide foi descoberto no dia 13 de maio de 1999 por LINEAR em Socorro.